# Sérgio Bernardes

Sérgio Bernardes (1972)

Sérgio Wladimir Bernardes (* 9. April 1919 in Rio de Janeiro, Brasilien; † 15. Juni 2002 ebenda) war ein brasilianischer Architekt des 20. Jahrhunderts.

## Leben
Bernardes interessierte sich seit frühester Jugend für das Fliegen mit einmotorigen Flugzeugen und nahm an Autorennen innerhalb der Grenzen seiner Heimatstadt teil. Im Alter von fünfzehn Jahren war er der Architekt eines privaten Wohnhauses, das nach seinen Plänen errichtet wurde. 1948 schloss er seine Ausbildung an der Faculdade Nacional de Arquitectura der Universidade do Brasil, der heutigen Universidade Federal do Rio de Janeiro, ab. Bereits während seines Studiums betätigte er sich als Architekt und auf dem Gebiet der Inneneinrichtung. Eines dieser Projekte war der Country Club in der Stadt Petropolis. Seine Professoren waren unter anderen Lúcio Costa und Oscar Niemeyer.
1952 wurde Bernardes' Entwurf für die Kirche São Domingos in São Paulo mit dem Internationalen Preis für Sakralkunst in Darmstadt ausgezeichnet. In den Folgejahren wurde eine Anzahl seiner Entwürfe ausgeführt und preisgekrönt. Dazu gehörte auch 1954 ein Preis für den Entwurf eines Wohnhauses auf der Triennale von Venedig, von dessen Erlös der Sportwagenfan sich einen Ferrari kaufte, den er auf seinen Auslandsreisen mitnahm und auf verschiedenen Rennstrecken ausfuhr. Als Amateurrennfahrer nahm er sogar an Sportwagenrennen teil. Beim Großen Preis von Portugal 1954 fuhr er einen Ferrari 225S, fiel im Rennen aber aus.
Bernardes starb am 15. Juni 2002 in seinem Haus, zwei Jahre, nachdem er einen Schlaganfall erlitten hatte. Er hinterließ seine Frau, zwei Töchter und zwei Söhne, deren älterer, Cláudio, ebenfalls Architekt und der jüngere, Sérgio Junior, ein Filmemacher sind. Beide Söhne sind seither verstorben.

## Werke
- 1953: Privathaus von Lota Macedo Soares in Petropolis.
- 1954: Stahlpavillon der nationalen Stahlgesellschaft Brasiliens, der Companhia Siderúrgica Nacional (CSN), über dem See des Parque do Ibirapuera in São Paulo. Das Bauwerk wurde zwei Jahre später abgebaut. Ein Neubau aus dem Jahr 2001 besteht noch heute.
- 1958 bis 1960: Pavilhão de São Christóvão in der Stadt Rio de Janeiro.
- 1958: Brasilianischer Pavillon auf der Brüsseler Weltausstellung Expo 58.
- 1960: Generalplan für die Verbesserung der Situation der Favelas von Rio de Janeiro.
- 1962: Feira de São Christóvão in Rio de Janeiro.
- 1966: Hotel Tropícal Tambaú in João Pessoa, Bundesstaat Paraíba.
- 1972: Centro de Convenções Ulysses Guimarães in der Hauptstadt Brasília.
- 1972: Fahnenmast von 100 Metern Höhe an der Praça dos Três Poderes in Brasilia.
- 1972: Mausoleum des Ex-Generals Humberto Castelo Branco in Fortaleza, Bundesstaat Ceará.
- 1980: Presidente Castro Pinto International Airport, João Pessoa, Paraíba.
- 1989 bis 1990: Privathaus Kouri.

## Nicht gebaute Projekte
- 1960: Flughafen von Brasilia.
- 1968: Hotel Tropícal, Manaus.
- 1972: Instituto Brasileiro do Café in Brasilia.

## Auszeichnungen und Preise
- 1952: Triennale di Venezia 1952; Erster Preis für das Wohnhaus Jadir de Souza.
- 1953: Zweite Bienal Internacional des São Paulo; Erster Preis für das Wohnhaus von Lota Macedo Soares.
- 1958: Weltausstellung Brüssel Expo 58; Goldener Stern für den Brasilianischen Pavillon.
- 1964: Biennale di Venezia.